# Message d'amour
Message d'amour est une mélodie d'Augusta Holmès composée en 1902.

## Composition
Augusta Holmès compose Message d'amour en 1902, sur un poème écrit par elle-même. Il existe deux versions, une pour ténor ou soprano en si  majeur, une pour baryton ou mezzo-soprano. Message d'amour est sous-titré « D'un Gentilhomme, Lieutenant aux Gardes du Roi, à une dame de qualité qui avait du goût pour lui. » L'œuvre est dédiée à Georges Mauguière, de l'Opéra-Comique. L'œuvre est publiée aux Éditions Durand et Fils.